# Индийско-пакистански отношения
Индийско-пакистанските отношения са двустранните отношения между Република Индия и Ислямска република Пакистан. Отношенията между двете страни са много сложни и са най-вече враждебни поради редица исторически и политически събития, настъпили през годините. Връзката е определяна в светлината на насилствения процес на разделяне на Индия през 1947 г., конфликта около Кашмир и няколко войни, водени между двете страни. В резултат държавните отношения са засегнати от враждебност и при взаимни подозрения. В региона на Северна Индия и Пакистан има известно припокриване в техния демографски състав, езиците, които са лингва франка, общи за двете страни (главно Пенджаби и Хиндустани), и общи национални кухни, произхождащи от Империята на моголите.
След разпускането на Британския Радж през 1947 г. са създадени две нови суверенни държави - Доминионът на Индия и Доминионът на Пакистан. Разделянето на бившата Британска Индия причинява изселването на около 12,5 милиона души от домовете им, а броят на смъртните случаи според оценките варира от няколкостотин хиляди до един милион души. Индия се превръща в светска държава с хиндуистко мнозинство, докато Пакистан също се превръща в светска държава с решаващо мюсюлманско мнозинство и по-късно става ислямска република, въпреки че конституцията на Пакистан гарантира религиозна свобода и всички религии.
Скоро след придобиването на независимостта си Индия и Пакистан установяват дипломатически отношения, но насилственото разделение на Индия и множеството териториални претенции между тях засенчват характера на отношенията. След независимостта си двете страни воюват помежду си в четири големи войни, в една неформална война и участват в безброй взаимни насилствени сблъсъци и военни напрежения. Кашмирският конфликт е основната ос на всички тези конфликти, с изключение на Третата Индо-Пакистанска война и Бангладешката война за независимост, която се провежда през 1971 г., която отделя Източен Бенгал от Пакистан и създадава независимата държава Бангладеш.
Правени са много опити за подобряване на отношенията между двете държави, по-специално споразуменията от Шимла, срещата на върха в Агра и декларацията от Лахор. От началото на 80-те години отношенията между двете страни стават все по-напрегнати след конфликта в Сиачен, ескалацията на конфликта в Кашмир през 1989 г., експериментите с ядрено оръжие, проведени през 1989 г., и войната в Каргил през 1999 г. Някои мерки за изграждане на доверие, като споразумението за прекратяване на огъня от 2003 г. и откриването на автобусна линия Делхи-Лахор, успяват да спрат ескалацията на напрежението между държавите. Тези усилия обаче са помрачени от терористичните атаки, които се случват от време на време. Терористичната атака срещу индийския парламент, която се случва през 2001 г., почти довежда двете страни до прага на ядрена война. Терористичната атака през 2007 г. по влаковата линия „Самджхаута експрес“ (Samjhauta Express), при която загиват 68 цивилни, предимно пакистанци, също е решаващ момент в отношенията между двете държави. Освен това терористичната атака в Мумбай, извършена от пакистански терористи, нанася сериозни щети на мирните преговори между двете страни.